# Camp Hell
Pour plus de détails, voir Fiche technique et Distribution.
Camp Hell est un film américain de George VanBuskirk sorti en 2010.

## Fiche technique
- Réalisation et scénario : George VanBuskirk
- Musique : Gary DeMichele
- Pays :  États-Unis
- Durée : 91 minutes
- Genre : Thriller
- Date de sortie en salles : 
  - États-Unis : 13 août 2010

## Distribution
- Dana Delany : Patricia Leary
- Andrew McCarthy : Michael Leary
- Caroline London : Rose Leary
- Will Denton : Tommy Leary
- Bruce Davison : le père Phineas McAllister
- Jesse Eisenberg : Daniel
- Connor Paolo : Jack
- James McCaffrey : Dr. John
- Valentina de Angelis : Melissa
- Sasha Joseph Neulinger : Jimmy
- Christopher Denham : Christian
- Spencer Treat Clark : Timothy
- Joseph Cordaro : Ryan
- Drew Powell : Bob
- Laura Jean Kirk : l'infirmière Carol
- Sara McCabe : Jennifer
- Heather Schacht : Lucy